# جام بسکتبال ولیعهد ۱۳۵۵
جام ولیعهد ۱۳۵۵ دومین دوره جام ولیعهد و بالاترین سطح لیگ بسکتبال باشگاهی مردان در ایران بود که از جمعه ۲۲ بهمن ۱۳۵۵ آغاز شد.
۱۰ تیم در این دوره لیگ باشگاه‌های بسکتبال مردان ایران شرکت داشتند که در ۲ گروه ۵ تیمی با هم بازی کردند. در گروه اول،  ذوب‌آهن اصفهان، راه‌آهن مشهد، راه‌آهن تهران، پاس تهران و تاج سنندج و در گروه دوم، پرسپولیس تهران، تاج شیراز، پاس کرمانشاه، پهلوی تهران و پرسپولیس گرگان حضور داشتند. بازی‌های این مرحله در ۱۰ اردیبهشت ۱۳۵۶ با شناخت ۶ تیم برتر پایان یافت.
۶ تیم برگزیده در دور نهایی به صورت دوره‌ای با یکدیگر دیدار کردند. این شش تیم عبارتند از راه‌آهن تهران، راه‌آهن مشهد، پاس تهران، پرسپولیس گرگان، پرسپولیس تهران و پهلوی تهران. دیدارهای این مرحله از ۱۸ اردیبهشت در سال بسکتبال مجموعه ورزشی آریامهر برگزار شد.